# Jim Brogan (baloncestista)
James Riley "Jim" Brogan (Ardmore, Pensilvania, 24 de febrero de 1955) es un exjugador de baloncesto estadounidense que disputó dos temporadas en la NBA, además de jugar en la CBA. Con 1,93 metros de estatura, jugaba en la posición de base.

## Trayectoria deportiva

### Universidad
Jugó durante cuatro temporadas con los Bobcats del West Virginia Wesleyan College, en las que promedió 15,1 puntos y 3,5 rebotes por partido. En sus dos últimas temporadas fue incluido en el mejor quinteto de la West Virginia Intercollegiate Athletic Conference. Es el único jugador de su universidad en llegar a jugar en la NBA.

### Profesional
Tras no ser elegido en el Draft de la NBA de 1980, fichó como agente libre por los Golden State Warriors, pero fue despedido antes del comienzo de la temporada regular. Jugó esa temporada en los Atlantic City Hi Rollers de la CBA, fichando al año siguiente por los San Diego Clippers.
En su primera temporada en la NBA, actuando como suplente de Phil Smith, promedió 6,3 puntos y 2,5 asistencias por partido. Al año siguiente, la llegada de Lionel Hollins y de Craig Hodges le convirtió en la última opción como base para su entrenador, Paul Silas, acabando la temporada con unos promedios de 3,8 puntos y 1,1 asistencias, jugando 8 minutos por encuentro.

## Estadísticas de su carrera en la NBA

### Temporada regular
| Temporada | Edad | Equipo             | Liga | P   | TIT | MIN  | TC  | TCA | %TC  | 3P  | 3PA | %3P  | TL  | TLA | %TL  | R.OF. | R.DEF. | REB | ASIS | ROB | TAP | PER | FP  | PTS |
| 1981-82   | 23   | San Diego Clippers | NBA  | 63  | 19  | 16.3 | 2.6 | 5.8 | .453 | 0.1 | 0.5 | .281 | 1.0 | 1.3 | .726 | 1.0   | 0.9    | 1.9 | 2.5  | 0.8 | 0.2 | 1.3 | 2.0 | 6.3 |
| 1982-83   | 24   | San Diego Clippers | NBA  | 58  | 0   | 8.0  | 1.6 | 3.7 | .427 | 0.1 | 0.2 | .231 | 0.6 | 0.7 | .791 | 0.6   | 0.5    | 1.1 | 1.1  | 0.4 | 0.2 | 0.7 | 1.4 | 3.8 |
| Total     |      |                    | NBA  | 121 | 19  | 12.3 | 2.1 | 4.8 | .444 | 0.1 | 0.4 | .267 | 0.8 | 1.0 | .748 | 0.8   | 0.7    | 1.5 | 1.8  | 0.6 | 0.2 | 1.0 | 1.7 | 5.1 |